# 국제 고양이 연맹
국제 고양이 연맹(Fédération Internationale Féline, FIFé)은 고양이 등록 기관 연맹이다. 현재 40개국에 42개의 회원 단체가 있다. 회원 자격은 유럽, 남아메리카, 아시아에 걸쳐 있다. FIFé는 세계 고양이 회의의 9개 회원 중 하나이다.

## 역사
1949년 프랑스 파리에서 프랑스 고양이 연맹(Fedération Féline Française), 플랑드르 고양이 협회(Royal Cat Society of Flanders), 이탈리아 국립 고양이 협회(Associazione Nazionale Felina Italiana)가 비공식적으로 설립했다. 벨기에 헨트에서 열린 첫 총회에서 연방은 공식적으로 설립되었다. 이 자리에서 모든 참가자들은 마거릿 라벨이 조각가 장 마르텔에게 의뢰한 분홍색 사암으로 만들어진 고양이 조각상을 받았다.
원래 이름은 FIFE(Fédération Internationale Féline d'Europe)였다. 1972년에 브라질 고양이 클럽이 가입하여 유럽 중심의 연맹 이름을 변경해야 했다. 이로 "d'Europe"가 삭제되고 약어가 FIFé로 변경되었다.

## 구성
FIFA는 영국의 펠리스 브리태니커와 같은 국가의 하위 연맹으로 구성되어 있으며, 각 국가의 혈통 등록, 고양이 쇼, 시상 등을 담당한다. FIFé 집행위원회와 총회는 5개 위원회의 지원을 받는다.
- 심판 및 표준 위원회
- 사육 및 등록 위원회
- 쇼 위원회
- 건강 및 복지 위원회
- 징계 위원회

## 인증 품종
FIFe는 현재 48종을 대회에 나갈 수 있는 공식 고양이 품종으로 인정하고 있다. EMS에 따르면 모든 품종은 4가지 범주로 나뉘며 3글자 코드로 식별된다. EMS는 FIFé와 그 모든 회원이 영숫자 코드로 고양이를 쉽게 식별하기 위해 사용하는 시스템이다.

## 같이 보기
- 고양이의 품종 목록
- 국제애견연맹